# 保守左派
保守左派（ほしゅさは）は、左翼・右翼の対抗関係において一見すると矛盾するように思われる「保守」と「左派」を結びつけて造られた、特定の政治的立場を指して用いられる言葉であるが、その含意は、文脈によって大きく異なっている。

## 保守の中の相対的位置づけとしての「左派」
政治的スペクトルとして左翼・右翼の対抗関係を前提とする構図の中では、保守の中にも、相対的に政策が左翼ないし革新に近い立場も当然存在することになる。

## 社会主義を「保守」する立場：1980年代以降
ソビエト連邦から体制が変革されたロシアや、改革開放路線以降の中華人民共和国のように、社会主義経済から資本主義経済へ移行した国家においては、社会主義的要素を残し、維持していこうとする勢力が「保守左派」と称されることがある。このような立場は、守旧派ともいう。

## 安倍政権：2010年代以降
もともと直線的な政治的スペクトルとしての左翼・右翼の対抗関係を前提とする構図では、保守派は経済政策において市場重視の小さな政府を志向し、革新派は政府の介入を重視する大きな政府を志向することが通例であったが、そのような結びつきから離れ、社会統制などの政策では保守・右翼的でありながら、経済政策においては政府の介入を重視する「経済左派」の立場を「保守左派」と呼ぶことがある。
2017年に、『週刊ダイヤモンド』が掲載した特別レポートは、安倍晋三政権下の自由民主党の政策について、大きな政府を志向する「左派的な経済政策」と政治文化としての「保守色の強い右派的な政策」を交互に打ち出す「保守左派」であると論評した。